# Gigantengrab von Sajacciu

Verbreitung der Gigantengräber

Das Gigantengrab von Sajacciu liegt am Monte Sajacciu (oder S’Ajacciu) westlich von Palau in der Gallura in der Provinz Nord-Est Sardegna auf Sardinien und ist eines der größten seiner Art auf der Insel, aber in sehr schlechtem Zustand. 
Die in Sardu „Tumbas de los zigantes“ und (italienisch Tombe dei Giganti –  plur.) genannten BautenDie sind die größten pränuraghischen Kultanlagen Sardiniens und zählen europaweit zu den spätesten Megalithanlagen. Die 321 bekannten Gigantengräber sind größtenteils Monumente der bronzezeitlichen Bonnanaro-Kultur (2200–1600 v. Chr.), die Vorläuferkultur der Nuraghenkultur ist. 

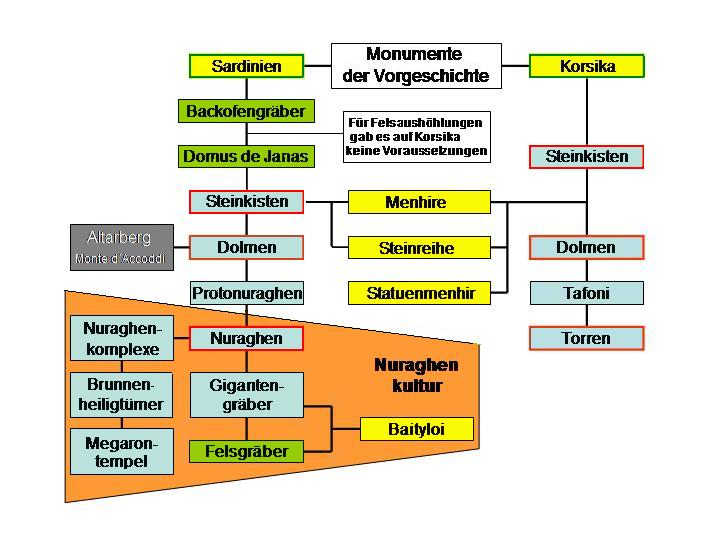
Typenfolge sardischer Megalithen

## Typenfolge
Baulich treten Gigantengräber in zwei Varianten auf. Die Anlagen mit Portalstelen und Exedra gehören zum älteren Typ. Bei späteren Anlagen besteht die Exedra statt aus monolithischen Stelen, aus einer in der Mitte deutlich erhöhten Quaderfassade aus bearbeiteten und geschichteten Steinblöcken. Das Gigantengrab von Sajacciu ist eine Anlage des jüngeren Typs (mit Quaderfassade). 

## Beschreibung
Die Ruinen des Gigantengrabes sind von einer dichten Vegetation überwuchert. Man kann aber noch die Reste der monumentalen Exedra erkennen und davor, auf dem Boden liegend, einen großen Steinblock mit einem Fries aus Trapezkerben, einem architektonischen Detail, das es ermöglicht, die Megalithanlage in die Spätbronzezeit (12. bis 10. Jahrhundert v. Chr.) einzuordnen. Die Kammer ist fast nicht erhalten, da sie in der byzantinischen Zeit zerstört wurde, um ein rechteckiges Gebäude, vielleicht eine kleine Kirche, von der nur noch wenige Reste sichtbar sind, zu errichten. Vor der rechten Seite der Exedra liegen die Reste einer Rundhütte.
In der Nähe liegt das kleine Gigantengrab Li Mizzani.